# Associazione Calcio Città di Castello 1980-1981
Questa voce raccoglie le informazioni riguardanti l'Associazione Calcio Città di Castello nelle competizioni ufficiali della stagione 1980-1981.

## Rosa
| N. |                   | Ruolo | Calciatore         |
| -- | ----------------- | ----- | ------------------ |
|    | Italia (bandiera) | A     | Stefano Bacchi     |
|    | Italia (bandiera) | D     | Silvestro Baldacci |
|    | Italia (bandiera) | A     | Raffaello Balliera |
|    | Italia (bandiera) | C     | Pierluca Baracco   |
|    | Italia (bandiera) | C     | Massimo Bistarelli |
|    | Italia (bandiera) | D     | Mario Boncompagni  |
|    | Italia (bandiera) |       | Borgo              |
|    | Italia (bandiera) | P     | Roberto Borsi      |
|    | Italia (bandiera) | D     | Enzo Bucci         |
|    | Italia (bandiera) | A     | Francesco Cagnoni  |
|    | Italia (bandiera) | C     | Claudio Capaccioni |
|    | Italia (bandiera) | P     | Fabrizio Cerini    |
|    | Italia (bandiera) | C     | Valerio Consigli   |

| N. |                   | Ruolo | Calciatore          |
| -- | ----------------- | ----- | ------------------- |
|    | Italia (bandiera) | C     | Luigi Dolce         |
|    | Italia (bandiera) | D     | Giuliano Mambrini   |
|    | Italia (bandiera) | C     | Giancarlo Marini    |
|    | Italia (bandiera) | C     | Marco Massetti      |
|    | Italia (bandiera) | C     | Luca Moretti        |
|    | Italia (bandiera) | D     | Massimo Neri        |
|    | Italia (bandiera) | D     | Claudio Ronti       |
|    | Italia (bandiera) | D     | Antonio Schio       |
|    | Italia (bandiera) | D     | Dante Selvi         |
|    | Italia (bandiera) |       | O. Tosti            |
|    | Italia (bandiera) | D     | Sandro Tosti        |
|    | Italia (bandiera) | A     | Paolo Valori        |
|    | Italia (bandiera) | A     | Alessandro Vareschi |